# Ранучо I Фарнезе
Вижте пояснителната страница за други личности с името Ранучо Фарнезе.
Ранучо I Фарнезе (на италиански: Ranuccio I Farnese, * 28 март 1569 в Парма, Херцогство Парма и Пиаченца; † 5 март 1622, пак там) от рода Фарнезе е 5-и херцог на Парма и Пиаченца и 5-и херцог на Кастро от 1592 г. до смъртта си.
Дава на град Парма уникални паметници (Цитаделата, Театър „Фарнезе“ и Палат „Пилота“) и модерно законодателство, което го превръща в център на върхови постижения както в начина на живот, така и като архитектурен модел. Въпреки специфичния си характер той превръща Парма в културна столица на същото ниво като Лондон и Париж.

## Произход
Той е най-възрастният син на великия кондотиер Алесандро Фарнезе (* 1545, † 1592), херцог на Парма и Пиаченца, херцог на Кастро, и на съпругата му инфанта Мария д'Авис (* 1538, † 1577). Чрез майка си 11-годишният Ранучо става законен наследник на трона на Португалия по време на изчезването на династията Авис, което се случва през 1580 г., но баща му Александро трябва да се откаже от короната на сина си (Втора криза на португалското наследство) в полза на своята много по-могъщ чичо, испанския крал Филип II. Има един брат и една сестра:
- Маргерита (* 1567; † 1643), съпруга на Винченцо I Гонзага, херцог на Мантуа, игуменка;
- Одоардо (* 1573; † 1626), кардинал.

Има и една полусестра от извънбрачна връзка на баща си.

## Биография

### Ранни години и начало на управлението
Преждевременната смърт на майка му през 1577 г., когато Ранучо е само на осем години, и продължителното отсъствие на баща му, губернатор на Фландрия, го принуждават да живее в самота. С порастването си става физически по-силен и въпреки че е умел войник, както повелява семейната традиция, предпочита да се занимава с право и администрация.  С крехко телосложение и болнав темперамент, след смъртта на дядо си Отавио 17-годишният Ранучо започва да управлява херцогството. По време на дългото си управление, продължило 30 години, той реорганизира структурите на херцогството, установява нов баланс между правителството и феодалната власт и се опитва да насърчи търговията и производството на коприна и майолика.
В периода от 1591 г., последната година на регентство до 1601 г., Ранучо I реновира градските стени, разрушени и възстановени за 1/4 от пътя. От североизточната страна са построени четири големи укрепени бастиона. Също през този период той дава нов тласък на университета, като го поставя заедно с колежа на благородниците (или Санта Катерина) и го поставя под контрола на йезуитите. По заповед на баща си, който, въпреки че е във Фландрия, дава точни инструкции за управлението на херцогството, той нарежда да се построи укрепена цитадела, вдъхновена от тази на Антверпен, и започва работа по двореца „Пилота“ (завършен през 1620 г.), който включва и Театър „Фарнезе“ (завършен през 1618 г. ), с капацитет 4500 места, продължава работата по Палацо дел Джардино и поръчва на Франческо Мочи за град Пиаченца две конни статуи, изобразяващи баща му и него самия.
През 1594 г. обнародва Конституциите – кодекс, съдържащ примерни, модерни и далновидни разпоредби, които остават в сила в продължение на векове: премахване на празничната работа, забрана на отглеждането на ориз, защото носи малария, прилагане на мелиорация на земята и създаване на на насипи по реките. Сред мерките е и рационализиране на сметоизвозването: боклукът, преди да бъде изхвърлен на подходящи места, трябва да се събира в подземни дупки. Конституциите също предвиждат, че не могат да се строят нови сгради без разрешението на съответните власти и че индустриите, произвеждащи неприятни миризми, са разположени в специално създадени зони в отдалечени части на града.

### Брак
На 7 май 1600 г., след много метреси, над 30-годишният Ранучо се жени за 11-годишната Маргерита Алдобрандини, племенница на папа  Климент VIII. Изглежда, че от този съюз семейство Фарнезе започва да има проблеми с наднорменото тегло, които характеризират всички потомци на Ранучо. От брака не се раждат деца и така през 1605 г. херцогът признава своя извънбрачен син Отавио, роден от една от многобройните му връзки през 1598 г. През 1610 г. Маргарита успява да износи бременност и се ражда Алесандро, но детето е глухонямо.
През 1606 г. Ранучо I запазва за себе си правото да ловува в някои райони, където преди това са можели да ловуват всички благородници. Тяхното недоволство обаче веднага се усеща чрез признаци на нелегален бунт, последван от отмъщение от страна на херцога, особено срещу маркизата на Колорно Барбара Сансеверино, бивша метреса на дядо му Отавио.

### Заговор
През пролетта на 1611 г. Алфонсо II Санвитале, граф на Фонтанелато, е арестуван по обвинение в убийство на съпругата си. Един от неговите слуги, Онофрио Мартани, подложен на мъчения, разкрива подробности, които изваждат наяве предполагаем заговор срещу херцога. Някои роднини на графа и различни благородници са арестувани, включително граф Орацио Симонета и съпругата му Барбара Сансеверино, Пио Торели, граф на Монтекиаруголо, Джанфранческо Санвитале, феодал на Сала, Джироламо Санвитале, син на Барбара Сансеверино, Джамбатиста Мази, феодал на Фелино, Джироламо да Кореджо, феодал на Росена и много други. Всички те са подложени на изтезания и правят широко признание: трябвало е да убият херцога и да унищожат семейството му по време на религиозна служба в Капуцинската църква на Фонтевиво.
Въпреки че няма съмнение, че Ранучо I отдавна е искал да сложи ръка върху плодородните владения на обвинените благородници, не е напълно доказано, че заговорът е бил измислица на Ранучо и на неговия могъщ съветник Бартоломео Рива. Във всеки случай на 4 май 1612 г. съдия Филиберто Пиосаско произнася осъдителна присъда за всички обвиняеми. Те са виновни за обида на величието и са осъдени на конфискация на имуществото им и на обезглавяване и обесване. Херцогът потвърждава смъртната присъда, но забранява изтезанията. Присъдите са изпълнени сутринта на 19 май сред тълпа. Седем глави са приковани на бесилката и дълъг списък от ферми и къщи е добавен към херцогските регистри. Конфискациите на имуществото позволяват на Ранучо да превърне Херцогият дворец в Колорно в малък Версай и да създаде истинска колекция от произведения на изкуството.
През 1612 г. се ражда престолонаследникът му Одоардо.

### Последни години и смърт
През 1620 г. Ранучо I информира сина си Отавио, че негов наследник ще бъде неговият законен син Одоардо, но Отавио се разбунтува и баща му го затваря в затворите Рокета, където остава до смъртта си, като по този начин осигурява наследството на Одоардо.
Ранучо I умира на 5 март 1622 г. на 52-годишна възраст. Регентството на херцогството е поверено първо на неговия чичо, кардинал Одоардо, а след смъртта му, на майка му.

## Брак и потомство
∞ 7 май 1600 в Рим за Маргерита Алдобрандини (* 29 март 1585, Каподимонте; † 9 август 1646, Парма), племенница на папа Климент VIII, дъщеря на Джанфранческо Алдобрандини и Олимпия Алдобрандини, от която има девет деца, пет от които достигат зряла възраст:
- Алесандро Фарнезе (* 5 септември 1610, † юли 1630), глухоням;
- Одоардо I Фарнезе (1612 – 1646), херцог на Парма и Пиаченца от 1622 г., ∞ 11 октомври 1628 във Флоренция за Маргарита де Медичи (* 21 или 31 май 1612, Флоренция; † 6 февруари 1679, Парма), от която има пет сина и три дъщери;
- Мария Катарина Фарнезе (* 18 февруари 1615, † 25 юли 1646), ∞ 11 януари 1631 Франческо I д’Есте (1610 – 1658), херцог на Модена;
- Витория Фарнезе (* 29 април 1618, † 10 август 1649), ∞ 12 февруари 1648 Франческо I д’Есте, херцог на Модена;
- Франческо Мария Фарнезе (* 8 август 1619, † 12 юли 1647), 1644 кардинал.

Има две извънбрачни деца от метресата си Бризеида Черетоли:
- Отавио Фарнезе (* 1598, † 1630)
- Изабела Фарнезе (* 1602-), ∞ за Джулио Чезаре Колона (* 1602, † 17 януари 1681 в Рим)

- Маргерита Алдобрандини, съпруга
- Одоардо, син
- Мария Катерина, дъщеря
- Витория, дъщеря
- Франческо Мария, син